# Tovarište
Tovarište je naseljeno mjesto u općini Fojnica, Federacija Bosne i Hercegovine, BiH.
Nalazi se zapadno od Fojnice.

## Stanovništvo

### 1991.
Nacionalni sastav stanovništva 1991. godine, bio je sljedeći:
ukupno: 126
- Muslimani - 126

### 2013.
Nacionalni sastav stanovništva 2013. godine, bio je sljedeći:
ukupno: 274
- Bošnjaci - 264
- Hrvati - 5
- ostali, neopredijeljeni i nepoznato - 5